# Методи Хърватов
Методи Георгиев Хърватов е български общественик, деец на Младежкото революционно дружество „Гоце Делчев“ - Варна.

## Биография
Методи Хърватов е роден на 2 февруари 1905 година в ресенското село Янковец, тогава в Османската империя. През 1923 година емигрира в България и се установява във Варна. Там работи като майстор-шивач, след това е управител на магазин, а после във Варненската корабостроителница. Основател и активен член на Младежкото революционно дружество „Гоце Делчев“ - Варна. Умира през 1980 година във Варна. Оставя голям архив, съхраняван в Държавен архив - Варна.